# Ніктайя
Ніктайя (дав.-гр. Νυκταία, трансліт. Ніктаія, латиніз. nocturnal; буквально  «нічна») — у грецькій міфології принцеса, про яку йдеться у двох історіях про кровозмішення між батьком і дочкою, яку врешті-решт перетворила на сову богиня Афіна. Обидві версії міфу про неї збереглися в творах псевдо-Лактанція Плацида, латинського граматика III століття нашої ери.

## Етимологія
Ім'я Нікта́ї походить від грецького слова νύξ (родовий відмінок νυκτός) означає «ніч». Слово nύξ походити від праіндоєвропейського кореня *nókʷts, від якого також утворилося слово «ніч».

## Сім'я
Залежно від версії, Ніктайя є або дочкою Ніктея (зазвичай царя Фів, , але в цій версії – царя ефіопів), або аргійського царя Прета.

## Міфологія

### Ніктей
За першою версією, Ніктайя мала інцестуозний потяг до свого батька і зізналася у своїх почуттях годувальниці, яка допомогла їй обманути батька та завести його в ліжко, видаючи себе за сторонню дівчину. Коли Ніктей побачив про обман, він розлютився настільки, що хотів убити Нікта́ю. Вона ж благала Афіну врятувати її. Афіна захистила її, перевтіливши на нічну сову, подібно до історії Мірри.

### Прет
В іншій версії, за тим самим автором, аргівська принцеса Ніктайя втекла з дому в жаху, щоб уникнути зґвалтування батьком. Афіна зглянулася над нею і перетворила її на нічну сову, паралельно з історією Ніктімени.